# Mar de Savu
El mar de Savu (en indonesio, Laut Sawu) es un pequeño mar del océano Índico localizado en el interior del archipiélago indonesio, nombrado así por la isla de Savu (Sawu), cuyas aguas pertenecen a Indonesia y Timor Oriental.

## Geografía
Sus límites son:
- al norte, las islas de Flores, Lomblen y el archipiélago de Alor;
- al sur, por las islas de Rai Jua, Savu, Roti y Semau y el océano Índico y el mar de Timor;
- al sureste, la isla de Sumba y el estrecho de Sumba, que le conecta con el mar de Flores;
- al suroeste, la isla de Timor y el estrecho de Ombai, que le conecta con el mar de Banda.

El mar de Savu tiene una profundidad máxima de unos 3500 m. Se extiende alrededor de 600 km de oeste a este, y 200 km de norte a sur. La ciudad más grande en el litoral del mar es Kupang, capital de la provincia de Nusa Tenggara Oriental en la isla de Timor, con una población de más de 450 000 habitantes.

## Delimitación de la IHO
La máxima autoridad internacional en materia de delimitación de mares a efectos de navegación marítima, la Organización Hidrográfica Internacional («International Hydrographic Organization, IHO), considera el mar de Savu como un mar. En su publicación de referencia mundial, Limits of oceans and seas (Límites de océanos y mares, 3ª edición de 1953), le asigna el número de identificación 48o, dentro del archipiélago de las Indias Orientales y lo define de la forma siguiente:

En el norte.
Por el límite sur de mar de Flores (48 j) y el mar de Banda (48 g).
En el este.
Por el meridiano de 125º Este, entre Alor y Timor.
En el sur.
Por una línea desde el extremo suroeste de Timor hasta el punto noreste de Roti, a través de esta isla a su punta suroeste, y desde allí una línea a Poeloe Dana (10º49'S, 121º17'E) y Tanjong Ngoendjoe, el extremo sur de Sumba y, a través de esta isla, a Tanjong Karosso, su punto occidental.
En el oeste.
Una línea desde Tanjong Karosso (Sumba) a Toro Doro (8°53'S, 11,8°30'E) en la costa sur de Sumbawa.
Limits of oceans and seas, pág. 30.